# Beeple

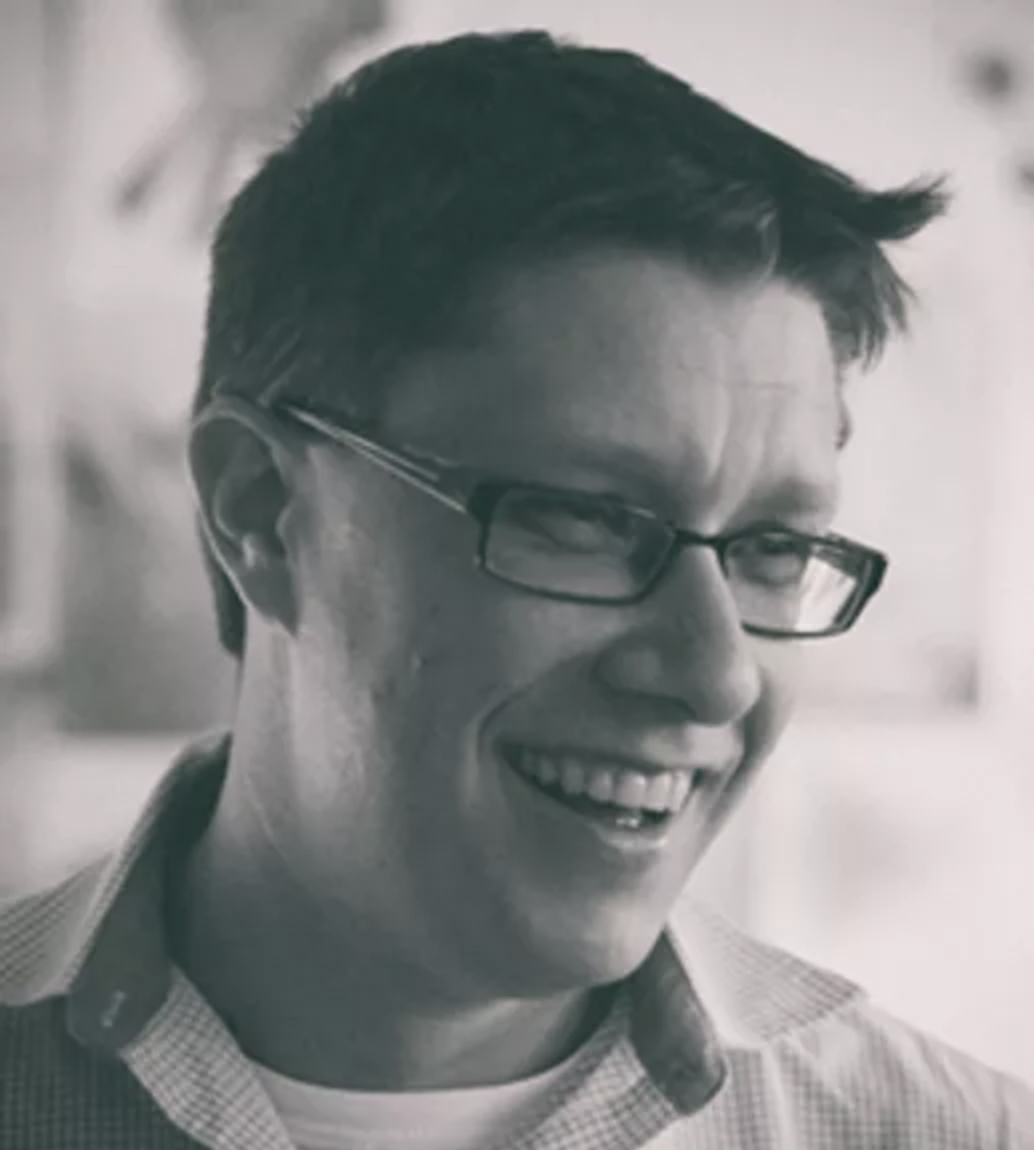
Mike Winkelmann, 2020

Beeple oder auch Beeple crap (bürgerlicher Name: Mike Winkelmann; * 20. Juni 1981) ist ein US-amerikanischer digitaler Künstler, Grafikdesigner, Animator, Informatiker und Regisseur aus Charleston, SC, USA.

## Privatleben
Winkelmann wurde 1981 geboren und wuchs in North Fond du Lac, Wisconsin auf. 2003 machte er seinen Abschluss in Informatik an der Purdue University in West Lafayette. Zu dieser Zeit war sein Wunsch, Programmierer zu werden. Während seiner College-Ausbildung fand er mehr Gefallen an kreativen Tätigkeiten und arbeitete an vielen Nebenprojekten wie Kurzfilmen und digitaler Kunst. Nach seinem Abschluss arbeitete Winkelmann als Webdesigner und beschäftigte sich in seiner Freizeit mit seinen persönlichen kreativen Projekten.
Mike Winkelmann lebt gemeinsam mit seiner Frau und seinen zwei Kindern in Charleston U.S.

## Werk

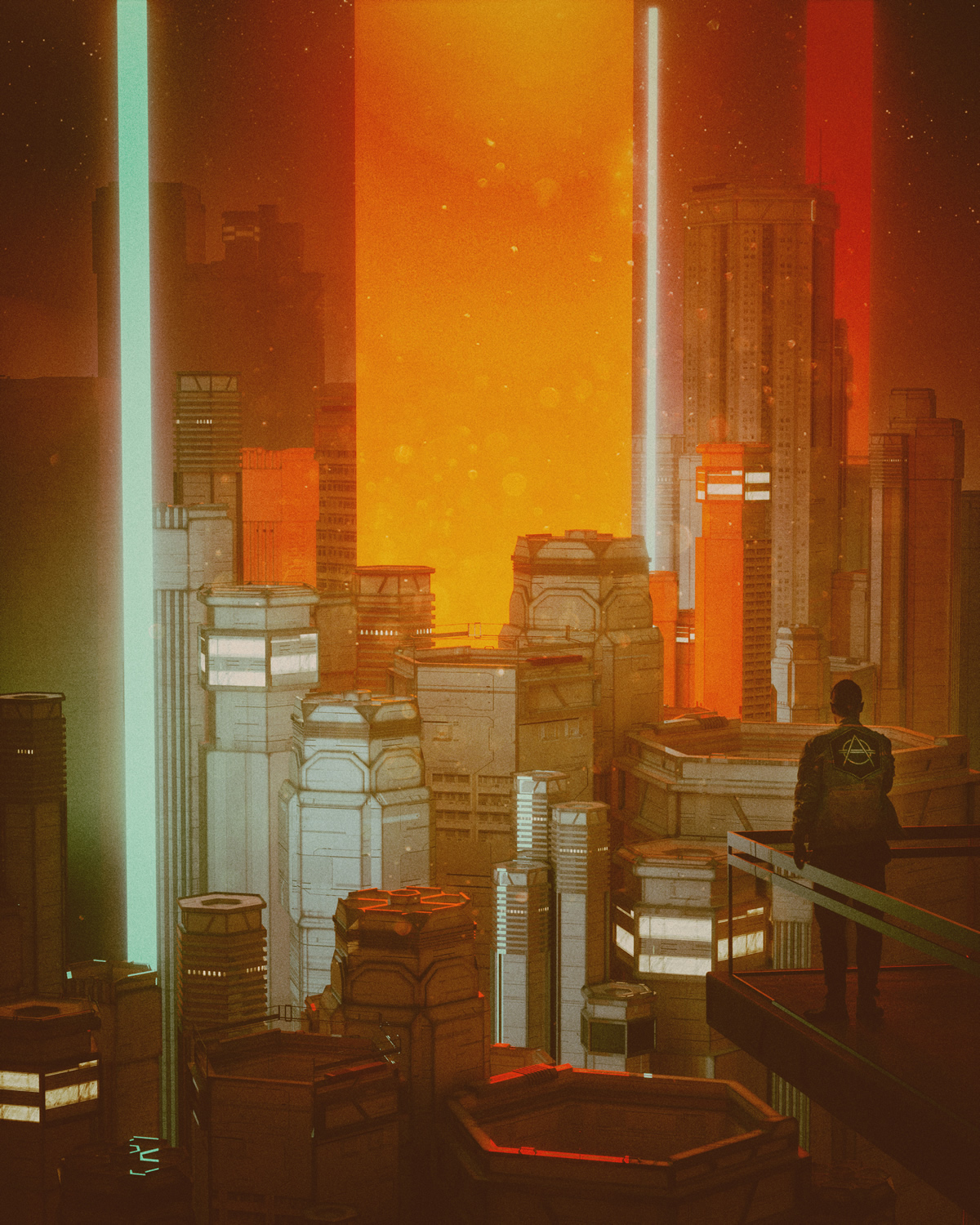
Ein Werk der „Everydays“-Serie vom Juni 2016

### Auftragsarbeit
Winkelmann begann mit der Erstellung von VJ Loops, welche er unter Creative Commons als freie Inhalte zur Verfügung stellte. Durch diese hat er unter anderem an Konzertvisuals für Justin Bieber, Ariana Grande, Nicki Minaj, Eminem, Zedd, One Direction, deadmau5 gearbeitet.

### NFTs

#### Everydays – Crossroads
Im Dezember 2020 verkaufte Beeple eine Kollektion aus 20 NFT-Bildern für 3,5 Millionen Dollar. Im Februar 2021 wechselte sein Werk „Crossroads“, das Donald Trump als Verlierer der US-Präsidentenwahl zeigt, für 6,6 Millionen Dollar den Besitzer.

#### Everydays – The First 5000 Days
Seit 2007 postete der Künstler Beeple täglich ein digitales Bild bei der Online-Plattform Tumblr.
Dieses Werk „Everydays: The First 5000 Days“ wurde im Februar 2021 von Christie’s für 42.329,453 Ether (Gegenwert: 69,3 Millionen US$) versteigert. In den Werken bedient er sich oft Dystopien, wie auch der Popkultur. Der Käufer tritt unter dem Pseudonym MetaKovan im Internet auf. Am 18. März 2021 gab er sich als Vignesh Sundaresan zu erkennen. Dahinter steht ein krypto-basierter Fonds, der NFTs und andere virtuelle Objekte erwirbt und von sich behauptet, der größte NFT-Fonds der Welt zu sein.
Beeple reihte im Werk winzige Abbildungen seiner digitalen Bilder aneinander. Das Werk wurde als Non-Fungible Token im JPEG-Format mit 21.069×21.069 Pixeln (319.168.313 bytes) verkauft. 22 Millionen Menschen folgten den letzten Minuten der Versteigerung – so viele wie noch nie. Der Verkauf brachte Mike Winkelmann in die Top Drei der teuersten lebenden Künstler. Nur die Werke Rabbit von Jeff Koons und Portrait of an Artist (Pool with Two Figures) von David Hockney wurden für höhere Preise versteigert.